# Dvärgkäxa
Dvärgkäxa (Etmopterus perryi) är en hajart som beskrevs 1985 av Springer och Burgess. Dvärgkäxa ingår i släktet Etmopterus och familjen lanternhajar. Arten förekommer i västra centrala Atlanten utanför Colombia och Venezuela. IUCN kategoriserar arten globalt som otillräckligt studerad. Inga underarter finns listade i Catalogue of Life. Lite är känt om arten. Den kan vara världens minsta hajart och den blir ungefär 20 cm lång. Den är bara känd från områden vid övre kontinentalsockeln av Colombia och Venezuela på 283–439 meters djup. 

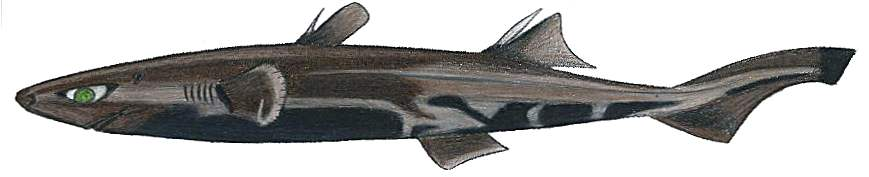